# Албрехт I фон Фюрстенберг
Албрехт I фон Фюрстенберг (на немски: Albrecht I von Fürstenberg; * 15 март 1557; † 13 септември 1599 в Прага) е граф на Фюрстенберг-Кинцигтал, Мьоринген и Блумберг.

## Произход
Той е единственият син на граф Кристоф I фон Фюрстенберг († 1559) и съпругата му графиня Барбара фон Монфор-Тетнанг († 1592), дъщеря на граф Хуго XIV (XVI) фон Монфор-Тетнанг († 1564) и съпругата му Мария Магдалена фон Шварценберг († 1543). 
Той умира на 13 септември 1599 г. в Прага на 42 години и е погребан на 20 януари 1600 г. в Найдинген.

## Фамилия
Албрехт I фон Фюрстенберг се жени на 31 август 1578 г. в Прага за Елизабет фон Пернщайн (* 6 ноември 1557; † 31 август 1610), дъщеря на фрайхер Вратислав фон Пернщайн (1530 – 1582) и Мария Максимилиана Манрик де Лара († 1608). Те имат 13 деца:
- Кристоф I (* 16 ноември 1580 в Блумберг, † 6 януари 1614 в конфликт с братовчед му граф Вилхелм фон Фюрстенберг-Хайлигенберг), граф на Фюрстенберг-Мескирх-Щюлинген, женен 1600/1601 г. за Доротея фрайин фон Щернберг (* 1570, † 12 юни 1633)
- Вратислаус I (* 31 януари 1584 в Прага, † 10 юли 1631 във Виена), испански и австрийски офицер, дипломат, президент на дворцовия съвет, женен I. 1608 г. за Маргерите де Кроа (* 11 октомври 1568, † 1614), II. 1615 г. за Катарина Ливия де ла Виерда Тиера († 1 юли 1627), III. на 17 декември 1628 г. за Лавиния Гонзага († 7 май 1639)
- Емануел (* 2 септември 1585 в Блумберг, † 25 септември 1599)
- Мария (* 27 октомври 1579 в Блумберг, † 16 март 1608)
- Йохана (* 28 юли 1582 в Блумберг, † млада)
- Анна Мария (* 10 април 1587 в Прага, † ок. 1614), омъжена на 6 май 1612 г. за фрайхер Венцел Вилхелм Попел фон Лобковиц (* ок. 1598, † 1621)
- Марта Поликсена (* 29 юли 1588 в Прага, † 31 май 1649 в Атри), омъжена I. септември 1607 г. за принц Емануеле Гесуалдо ди Веноса (* 1588, † 20 август 1613), II. 1645 г. за Андреа Матео д'Аквива д'Арагона, принц ди Казерта († 1647)
- Мария Барбара (* 3 август 1589 в Прага, † сл. 1616), монахиня във Виена 1616
- Евсебия (* 26 март 1591, † млада)
- Франциска Хиполита Евсебия (* 16 ноември 1592, † 10 декември 1642), омъжена на 22 октомври 1617 г. за граф Лео Буриан Берка з Дубé а Липé († 28 март 1625)
- Максимилиана (* 7 октомври 1593, † сл. 1630)
- Венцеслава (* 27 септември 1594, † млада)
- Лудмила (* 9 октомври 1599, † сл. 1637), монахиня в Кастилионе